# Zagrad, Prevalje
Zagrad este o localitate din comuna Prevalje, Slovenia, cu o populație de 169 de locuitori.